# Štavelj
Štavelj (kiselica; lat. Rumex), rod zeljastih biljaka iz porodice dvornikovki, koji sadrži oko stotinu vrsta trajnica koje rastu po umjerenoj zoni sjeverne hemisfere. Raste kao korov posvuda pa i po obradivim površinama. Neke su ljekovite ili se upotrebljavaju kao povrće (variva) kao i za pripravu ljekovitih čajeva, dok se vrsta R. confertus koristi kao insekticid protiv biljnih uši i grinja.
List je uskog šiljastog oblika, kiselkastog okusa, koji je jestiv i sirov. Biljka nasraste u visinu od 50 do 100 centimetara, najviše do 150, a raste po livadama, njivama i pašnjacima

## Vrste
1. Rumex abyssinicus Jacq.
2. Rumex acetosa L.
3. Rumex acetosella L.
4. Rumex aegyptiacus L.
5. Rumex aeroplaniformis Eig
6. Rumex aetnensis J.Presl
7. Rumex albescens Hillebr.
8. Rumex alcockii Rech.f.
9. Rumex algeriensis Barratte & Murb.
10. Rumex alpinus L.
11. Rumex altissimus Wood
12. Rumex alveolatus Losinsk.
13. Rumex amanus Rech.f.
14. Rumex amurensis F.Schmidt
15. Rumex andinus Rech.f.
16. Rumex angulatus Rech.f.
17. Rumex angustifolius Campd.
18. Rumex aquaticiformis Rech.f.
19. Rumex aquaticus L.
20. Rumex aquitanicus Rech.f.
21. Rumex arcticus Trautv.
22. Rumex arcuatoramosus Rech.f.
23. Rumex argentinus Rech.f.
24. Rumex arifolius All.
25. Rumex aristidis Coss.
26. Rumex armenus K.Koch
27. Rumex atlanticus Coss. ex Batt.
28. Rumex aureostigmatica Kom.
29. Rumex azoricus Rech.f.
30. Rumex balcanicus Rech.f.
31. Rumex bequaertii De Wild.
32. Rumex beringensis Jurtzev & V.V.Petrovsky
33. Rumex bidens R.Br.
34. Rumex bipinnatus L.f.
35. Rumex bithynicus Rech.f.
36. Rumex brachypodus Rech.f.
37. Rumex brasiliensis Link
38. Rumex brownii Campd.
39. Rumex bryhnii Snogerup
40. Rumex bucephalophorus L.
41. Rumex californicus Rech.f.
42. Rumex caucasicus Rech.f.
43. Rumex chalepensis Mill.
44. Rumex chrysocarpus Moris
45. Rumex confertus Willd.
46. Rumex conglomeratus Murray
47. Rumex cordatus Desf.
48. Rumex costaricensis Rech.f.
49. Rumex crassus Rech.f.
50. Rumex crispellus Rech.f.
51. Rumex crispissimus Kuntze
52. Rumex crispus L.
53. Rumex cristatus DC.
54. Rumex crystallinus Lange
55. Rumex cuneifolius Campd.
56. Rumex cyprius Murb.
57. Rumex darwinianus Rech.f.
58. Rumex densiflorus Osterh.
59. Rumex dentatus L.
60. Rumex dregeanus Meisn.
61. Rumex drummondii Meisn.
62. Rumex dumosus A.Cunn. ex Meisn.
63. Rumex elbursensis Boiss.
64. Rumex ellenbeckii Dammer
65. Rumex ellipticus Greene
66. Rumex ephedroides Bornm.
67. Rumex evenkiensis Elis.
68. Rumex fascicularis Small
69. Rumex fischeri Rchb.
70. Rumex flexicaulis Rech.f.
71. Rumex flexuosus Sol. ex G.Forst.
72. Rumex frutescens Thouars
73. Rumex fueginus Phil.
74. Rumex gangotrianus Aswal & S.K.Srivast.
75. Rumex garipensis Meisn.
76. Rumex giganteus Aiton
77. Rumex ginii Jahandiez & Maire
78. Rumex gmelinii Turcz.
79. Rumex gracilescens Rech.f.
80. Rumex graminifolius Georgi ex Lamb.
81. Rumex hastatulus Baldwin ex Elliott
82. Rumex hastatus D.Don
83. Rumex hultenii Tzvelev
84. Rumex hydrolapathum (Scop.) Huds.
85. Rumex hymenosepalus Torr.
86. Rumex hypogaeus T.M.Schust. & Reveal
87. Rumex inconspicuus Rech.f.
88. Rumex induratus Boiss. & Reut.
89. Rumex intermedius DC.
90. Rumex jacutensis Kom.
91. Rumex japonicus Houtt.
92. Rumex kandavanicus (Rech.f.) Rech.f
93. Rumex kerneri Borbás
94. Rumex komarovii Schischk. & Serg.
95. Rumex krausei Jurtzev & Petrovsky
96. Rumex lacustris Greene
97. Rumex lanceolatus Thunb.
98. Rumex lapponicus (Hiitonen) Czernov
99. Rumex lativalvis Meisn.
100. Rumex leptocaulis Brandbyge & Rech.f.
101. Rumex limoniastrum Jaub. & Spach
102. Rumex longifolius DC.
103. Rumex lorentzianus Lindau
104. Rumex lunaria L.
105. Rumex madaio Makino
106. Rumex maderensis Lowe
107. Rumex magellanicus Campd.
108. Rumex maricola J.Rémy
109. Rumex maritimus L.
110. Rumex marschallianus Rchb.
111. Rumex microcarpus Campd.
112. Rumex nebroides Campd.
113. Rumex neglectus Kirk
114. Rumex nematopodus Rech.f.
115. Rumex nepalensis Spreng.
116. Rumex nervosus Vahl
117. Rumex nivalis Hegetschw.
118. Rumex oblongifolius Tolm.
119. Rumex obovatus Danser
120. Rumex obtusifolius L.
121. Rumex occidentalis (Michx.) S.Watson
122. Rumex occultans Sam.
123. Rumex olympicus Boiss.
124. Rumex orbiculatus A.Gray
125. Rumex orthoneurus Rech.f.
126. Rumex pallidus Bigelow
127. Rumex palustris Sm.
128. Rumex papilio Coss. & Balansa
129. Rumex papillaris Boiss. & Reut.
130. Rumex paraguayensis D.Parodi
131. Rumex patagonicus Rech.f.
132. Rumex patientia L.
133. Rumex paucifolius Nutt.
134. Rumex paulsenianus Rech.f.
135. Rumex persicarioides L.
136. Rumex peruanus Rech.f.
137. Rumex pictus Forssk.
138. Rumex polycarpus Rech.f.
139. Rumex ponticus E.H.L.Krause
140. Rumex popovii Pachom.
141. Rumex praecox Rydb.
142. Rumex pseudonatronatus (Borbás) Borbás ex Murb.
143. Rumex pseudoxyria (Tolm.) A.P.Khokhr.
144. Rumex pulcher L.
145. Rumex punjabensis K.M.Vaid & H.B.Naithani
146. Rumex pycnanthus Rech.f.
147. Rumex rectinervis Rech.f.
148. Rumex rhodesius Rech.f.
149. Rumex romassa J.Rémy
150. Rumex roseus L.
151. Rumex rossicus Murb.
152. Rumex rugosus Campd.
153. Rumex rupestris Le Gall
154. Rumex ruwenzoriensis Chiov.
155. Rumex sagittatus Thunb.
156. Rumex salicifolius Weinm.
157. Rumex sanguineus L.
158. Rumex scutatus L.
159. Rumex sellowianus Rech.f.
160. Rumex sibiricus Hultén
161. Rumex similans Rech.f.
162. Rumex simpliciflorus Murb.
163. Rumex skottsbergii O.Deg. & I.Deg.
164. Rumex songaricus Fisch. & C.A.Mey.
165. Rumex spathulatus Thunb.
166. Rumex spinosus L.
167. Rumex spiralis Small
168. Rumex stenoglottis Rech.f.
169. Rumex stenophyllus Ledeb.
170. Rumex subarcticus Lepage
171. Rumex suffruticosus Meisn.
172. Rumex tenax Rech.f.
173. Rumex thyrsiflorus Fingerh.
174. Rumex thyrsoides Desf.
175. Rumex tianschanicus Losinsk.
176. Rumex tmoleus Boiss.
177. Rumex tolimensis Wedd.
178. Rumex transitorius Rech.f.
179. Rumex triangulivalvis (Danser) Rech.f.
180. Rumex trisetifer Stokes
181. Rumex tuberosus L.
182. Rumex tunetanus Barratte & Murb.
183. Rumex ucranicus Fisch.
184. Rumex uruguayensis Rech.f.
185. Rumex usambarensis (Engl. ex Dammer) Dammer
186. Rumex utahensis Rech.f.
187. Rumex venosus Pursh
188. Rumex verticillatus L.
189. Rumex vesicarius L.
190. Rumex violascens Rech.f.
191. Rumex woodii N.E.Br.
192. Rumex yungningensis Sam.
193. Rumex ×abortivus Ruhmer
194. Rumex ×accessorius Rech.f.
195. Rumex ×acetoselliformis Murr
196. Rumex ×akeroydii Rumsey
197. Rumex ×ambigens Hausskn.
198. Rumex ×anisotyloides Sumnev.
199. Rumex ×areschougii Beck
200. Rumex ×armoraciifolius Neuman
201. Rumex ×arpadianus Bihari
202. Rumex ×attenuatus Valta
203. Rumex ×babiogorensis Zapal.
204. Rumex ×balatonus Borbás
205. Rumex ×baqubensis Rech.f.
206. Rumex ×bontei Danser
207. Rumex ×borbasii Blocki
208. Rumex ×cacozelus Valta
209. Rumex ×caldeirarum Rech.f.
210. Rumex ×callianthemus Danser
211. Rumex ×castrensis Rech.f.
212. Rumex ×celticus Akeroyd
213. Rumex ×comaumensis Rech.f.
214. Rumex ×confusus Simonk.
215. Rumex ×conspersus C.Hartm.
216. Rumex ×corconticus Kubát
217. Rumex ×cornubiensis Holyoak
218. Rumex ×digeneus Beck
219. Rumex ×dimidiatus Hausskn.
220. Rumex ×dissimilis Rech.f.
221. Rumex ×dolosus Valta
222. Rumex ×dufftii Hausskn.
223. Rumex ×dumulosus Hausskn.
224. Rumex ×erubescens Simonk.
225. Rumex ×exspectatus Rech.f.
226. Rumex ×fallacinus Hausskn.
227. Rumex ×floridanus Meisn.
228. Rumex ×franktonis B.Boivin
229. Rumex ×gamsii Murr
230. Rumex ×gemlikensis Rech.f.
231. Rumex ×gombae Bihari ex Jáv.
232. Rumex ×griffithii Rech.f.
233. Rumex ×guaitecanus Rech.f.
234. Rumex ×gusuleacii Prodan
235. Rumex ×hazslinszkyanus Bihari
236. Rumex ×heimerlii Beck
237. Rumex ×henrardii Danser
238. Rumex ×heterophyllus Schultz
239. Rumex ×hungaricus Bihari
240. Rumex ×hybridus Kindb.
241. Rumex ×impurus Maire & Weiller
242. Rumex ×intercedens Rech.
243. Rumex ×interjectus Rech.f.
244. Rumex ×inundatus Simonk.
245. Rumex ×johannis-moorei Rech.f.
246. Rumex ×kaschmirianus Rech.f.
247. Rumex ×khorasanicus Rech.f.
248. Rumex ×kloosii Danser
249. Rumex ×knafii Celak.
250. Rumex ×larinii Borodina
251. Rumex ×leptophyllus Murb. & Rech.
252. Rumex ×lousleyi D.H.Kent
253. Rumex ×melinkae Rech.f.
254. Rumex ×mezei Hausskn.
255. Rumex ×mirabilis Rech.f.
256. Rumex ×mixtus F.Lamb.
257. Rumex ×moedlingensis Rech.
258. Rumex ×monistrolensis Marcet
259. Rumex ×muellneri Rech.
260. Rumex ×munshii Rech.f.
261. Rumex ×muretii Hausskn.
262. Rumex ×nankingensis Rech.f.
263. Rumex ×niesslii A.Wildt
264. Rumex ×ogulinensis Borbás
265. Rumex ×oryzetorum Rech.f.
266. Rumex ×pakistanicus Rech.f.
267. Rumex ×pannonicus Rech.
268. Rumex ×peisonis Rech.
269. Rumex ×philpii Kitch.
270. Rumex ×platyphyllus F.Aresch.
271. Rumex ×pratensis Mert. & W.D.J.Koch
272. Rumex ×promiscuus Rech.f.
273. Rumex ×propinquus Aresch.
274. Rumex ×prusianus Rech.f.
275. Rumex ×pseudoorbiculatus Rech.f.
276. Rumex ×pseudopatientia Rech.f.
277. Rumex ×pseudopulcher Hausskn.
278. Rumex ×rhaeticus Brügger
279. Rumex ×rosemurphyae Holyoak
280. Rumex ×ruehmeri Hausskn.
281. Rumex ×sagorskii Hausskn.
282. Rumex ×salicetorum Rech.
283. Rumex ×salisburgensis C.Fritsch & Rech.
284. Rumex ×sanninensis Rech.f.
285. Rumex ×schlagintweitii Rech.f.
286. Rumex ×schreberi Hausskn.
287. Rumex ×schulzei Hausskn.
288. Rumex ×simonkaianus Bihari
289. Rumex ×skofitzii Blocki
290. Rumex ×sorkhabadensis Rech.f.
291. Rumex ×steinii Becker
292. Rumex ×stenophylloides Simonk.
293. Rumex ×subdubius Rech.f.
294. Rumex ×subtranianus Freyn & Sint.
295. Rumex ×subtrilobus Boiss.
296. Rumex ×talaricus Rech.f.
297. Rumex ×transbaicalicus Rech.f.
298. Rumex ×trimenii E.G.Camus
299. Rumex ×ujskensis Rech.f.
300. Rumex ×uludaghensis Rech.f.
301. Rumex ×weberi Fisch.-Benz.
302. Rumex ×wippraensis Wein
303. Rumex ×wirtgenii Beck
304. Rumex ×wrightii Lousley
305. Rumex ×xenogenus Rech.f.
306. Rumex ×zsakii Bihari